# 192391 Yunda
192391 Yunda este o planetă minoră (asteroid) din centura de asteroizi. A fost descoperită pe 3 octombrie 1996 la Xinglong Station⁠(d) de Beijing Schmidt CCD Asteroid Program⁠(d). 
Obiectul prezintă o orbită caracterizată de o semiaxă mare de 3,2316962570516 UAi, o excentricitate de 0,19761328971153, o înclinație de 3,3429182521401 ° în raport cu ecliptica.